# Zweedse kernwapenprogramma

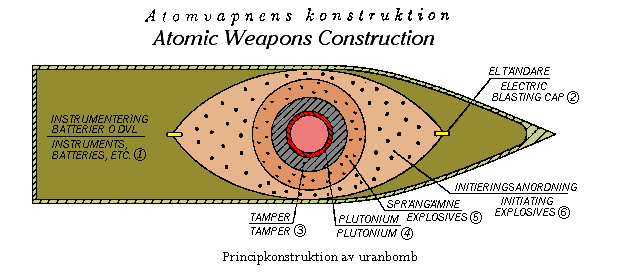
Het schema voor een nooit gebouwde Zweedse kernbom uit 1956.

Het Zweedse kernwapenprogramma was de poging van Zweden om na de Tweede Wereldoorlog een kernwapen te ontwikkelen.

## Geschiedenis
Zweden voert al sinds jaar en dag een buitenlands beleid van neutraal land met een sterke militaire capaciteit om zich te verdedigen tegen invasies.
Na de Amerikaanse atoombommen op Hiroshima en Nagasaki die de Tweede Wereldoorlog beëindigden en de grote dreiging van de kernwapens van de naburige Sovjet-Unie besloot het land kort na de oorlog een kernwapenprogramma op te starten.
De kernreactoren in Ågesta en Marviken moesten het nodige plutonium voor het wapen leveren. Er werd ook een kernbommenwerper gepland die een 800 kg zware vrije-valbom moest kunnen droppen, de Saab 36.
Op het einde van de jaren 1960 moest de Zweedse overheid door bezuinigingen kiezen tussen haar kernwapenprogramma en een nieuw gevechtsvliegtuig voor de Zweedse luchtmacht. Er werd voor het vliegtuig gekozen en het kernwapenprogramma werd afgevoerd. Het nieuwe vliegtuig werd de Saab 37 Viggen.
Zweden ging wel door met haar civiele kernprogramma. Anno 2008 heeft het land tien actieve kernreactoren.